# ライプツィヒ造形美術館
ライプツィヒ造形美術館（ライプツィヒ美術館とも）(Museum der bildenden Kuenste Leipzig)はドイツのザクセン州ライプツィヒにある美術館。
ドイツ出身の画家・版画家であるマックス・クリンガーのコレクションが充実している。

## 収蔵作品
- ルーカス・クラナッハ  『アダムとエヴァ』
- ハンス・バルドゥング 『女性の七つの年代』
- カスパー・ダーヴィト・フリードリヒ　『人生の諸段階』、『リューゲン島の白亜の断崖』
- マックス・クリンガー　『キリストの磔刑』、『オリュンポスのキリスト』、『ベートーヴェン像』
- ヨハン・カール・レースラー　『詩人ロスヴィータ・キントの少女時代の肖像』

## ギャラリー

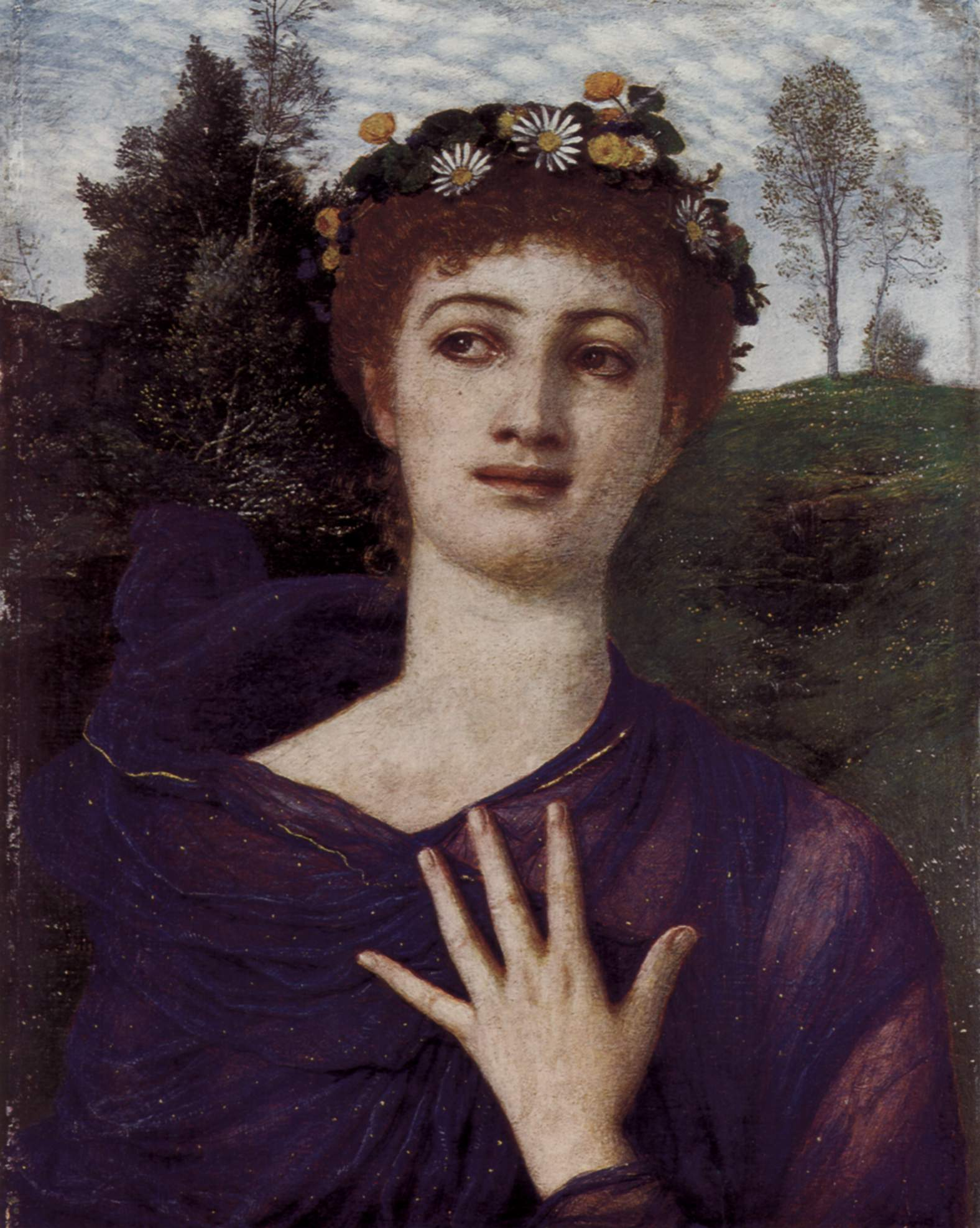
「春」、アルノルト・ベックリン、1875年